# Mekarwangi (Cariu)
Mekarwangi is een bestuurslaag in het regentschap Bogor van de provincie West-Java, Indonesië. Mekarwangi telt 4791 inwoners (volkstelling 2010).